# Le Plessis-Robinson
Le Plessis-Robinson ist eine französische Gemeinde mit 28.893 Einwohnern (Stand 1. Januar 2022) im Südwesten von Paris. Sie gehört zum Département Hauts-de-Seine in der Region Île-de-France. Die Entfernung zum Pariser Stadtzentrum beträgt etwa zehn Kilometer. Die Nachbargemeinden sind Clamart, Fontenay-aux-Roses, Sceaux und Châtenay-Malabry.

## Geschichte
Plessis wurde als Plessiacus erstmals 839 urkundlich erwähnt. 1112 wurde der erste Kirchenbau begonnen. 1250 wurde Plessiacus zu Plessis-Raoul.
Das erste Schloss von Plessis wurde 1412 von Jean de la Haye oder Piquet de la Haye als Lustschloss erbaut; nach diesem hieß der Ort bis ins 20. Jahrhundert hinein Le Plessis-Piquet.  Der erste Bürgermeister (Antoine Moullé) wurde 1790 gewählt. 1793 wurde die Kommune Plessis-Piquet umbenannt in Le Plessis-Liberté, bekam aber 1801 ihren alten Namen zurück. Jaime Odier kaufte 1827 das Schloss und war Bürgermeister in Plessis von 1829 bis 1831.
1848 eröffnete in Plessis der von Robinson Crusoe begeisterte Wirt Ernest Gueusquin ein Lokal, das er „Au grand Robinson“ (Zum großen Robinson) nannte. Bald kamen tausende Pariser in dieses und andere neu eröffnete Lokale, um zu speisen, zu trinken und zu tanzen.
1854 kaufte der berühmte Verleger Louis Hachette das Schloss und die Grundstücke. Später wurde er Bürgermeister und Stadtverordneter. Schließlich wurde die Kommune 1910 auf Betreiben des damaligen Bürgermeisters Paul Jaudé offiziell in Le Plessis-Robinson umbenannt. Durch den Bürgermeister Philippe Pemezec, der 1989 ins Amt gewählt wurde, begann eine Stadterneuerung nach dem Konzept des New Urbanism, die die im Verfall begriffene Stadt, deren Erscheinungsbild vom Städtebau der Moderne geprägt war, mit Unterstützung durch den Architekten François Spoerry transformierte und konsolidierte.

### Bevölkerungsentwicklung
| Jahr                       | 1962   | 1968   | 1975   | 1982   | 1990   | 1999   | 2006   | 2017   | 2020   |
| Einwohner                  | 18.449 | 22.590 | 22.231 | 21.271 | 21.289 | 21.618 | 23.312 | 29.111 | 29.562 |
| Quellen: Cassini und INSEE |        |        |        |        |        |        |        |        |        |

## Baudenkmäler
Siehe: Liste der Monuments historiques in Le Plessis-Robinson

## Städtepartnerschaften
- Woking, England
- Arabkir, Armenien

## Persönlichkeiten
Hier geboren
- Pierre de Montesquiou d’Artagnan (1640–1725), Offizier, Marschall von Frankreich
- Ferdinand Lot (1866–1952), Historiker und Hochschullehrer
- Jean-Louis Vaudoyer (1883–1963), Kunsthistoriker, Essayist, Dichter und Romancier
- Claude Delcloo (1943–1992), Jazzmusiker und Musikproduzent

Mit Bezug zu Le Plessis-Robinson
- René  Viviani (1863–1925), Politiker, Regierungschef unter Staatspräsident Raymond Poincaré, starb hier
- Mikinosuke Kawaishi (1899–1969), Pionier des Judosports in Frankreich, starb hier